# العلاقات الأرجنتينية الكورية الشمالية
العلاقات الأرجنتينية الكورية الشمالية هي العلاقات الثنائية التي تجمع بين الأرجنتين وكوريا الشمالية.

## مقارنة بين البلدين
هذه مقارنة عامة ومرجعية للدولتين:
| وجه المقارنة                                              | الأرجنتين                                               | كوريا الشمالية                        |
| --------------------------------------------------------- | ------------------------------------------------------- | ------------------------------------- |
| المساحة (كم2)                                             | 2.78 مليون                                              | 120.54 ألف                            |
| عدد السكان (نسمة)                                         | 44.27 مليون                                             | 25.49 مليون                           |
| الكثافة السكانية (ن./كم²)                                 | 15.92                                                   | 211.47                                |
| العاصمة                                                   | بوينس آيرس                                              | بيونغيانغ                             |
| اللغة الرسمية                                             | اللغة الإسبانية                                         | لغة كوريا الشمالية القياسية ‏          |
| العملة                                                    | البيزو الأرجنتيني 1983 ‏، بيزو أرجنتيني، أسترال أرجنتيني | وون كوري شمالي                        |
| الناتج المحلي الإجمالي (بليون دولار)                      | 637.59 مليار                                            |                                       |
| الناتج المحلي الإجمالي (تعادل القوة الشرائية) بليون دولار | 883.02 مليار                                            |                                       |
| الناتج المحلي الإجمالي الاسمي للفرد دولار أمريكي          | 13.43 ألف                                               |                                       |
| الناتج المحلي الإجمالي للفرد دولار أمريكي                 |                                                         |                                       |
| مؤشر التنمية البشرية                                      | 0.827                                                   |                                       |
| رمز المكالمات الدولي                                      | +54                                                     | +850                                  |
| رمز الإنترنت                                              | .ar                                                     | .kp                                   |
| المنطقة الزمنية                                           | 00                                                      | ت ع م+08:30، ت ع م+08:30، ت ع م+09:00 |

## منظمات دولية مشتركة
يشترك البلدان في عضوية مجموعة من المنظمات الدولية، منها:
| علم المنظمة | اسم المنظمة                   | تاريخ انضمام الأرجنتين | تاريخ انضمام كوريا الشمالية |
| ----------- | ----------------------------- | ---------------------- | --------------------------- |
|             | الاتحاد البريدي العالمي       | ?                      | ?                           |
|             | المنظمة الهيدروغرافية الدولية | ?                      | ?                           |
|             | يونسكو                        | 15 سبتمبر 1948         | 18 أكتوبر 1974              |
|             | الأمم المتحدة                 | 24 أكتوبر 1945         | 17 سبتمبر 1991              |
|             | الاتحاد الدولي للاتصالات      | 1889                   | ?                           |

## وصلات خارجية
- موقع وزارة الخارجية الأرجنتينية
- موقع وزارة الخارجية الكورية الشمالية